# گهرو

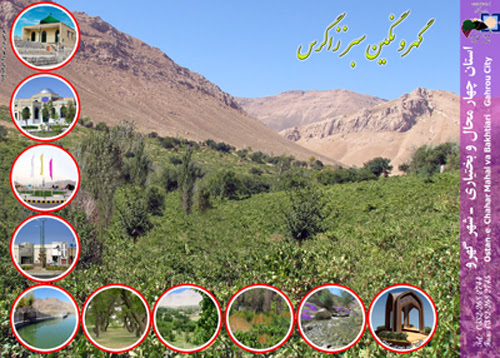
Nature of the Gahroo city

گَهرو شهری در شهرستان کیار و استان چهارمحال و بختیاری است. گهرو‌ در فاصله ۵ کیلومتری از شلمزار و ۴۱ کیلومتری از شهرکرد واقع شده‌است. گهرو به معنی جای پر از درخت است، زادگاه شاعران و دلیر مردان و مشروطه خواهان همچون اسماعیل خان حافظی است. شهر گهرو در فاصله ۸ کیلومتری از تالاب بین المللی چغاخور قرار دارد.

## جمعیت
بر پایه سرشماری عمومی نفوس و مسکن در سال ۱۳۹۵ جمعیت این شهر ۶٬۲۶۳ نفر (۱٬۸۹۴ خانوار) بوده‌است.سر چشمه های گهرو

## موقعیت جغرافیایی
این شهر در ۴۳ کیلومتری شهرکرد و۱۳۲ کیلومتری از شهر اصفهان و ۳۹۵ کیلومتری شهر اهواز قرار دارد. از محصولات مهم کشاورزی این شهر انگور است. این شهر از سمت غرب به شهر شلمزار و از سمت شرق به شهر بلداجی و از سمت شمال به ارتفاعات زاگرس و از سمت جنوب به شهرک زوردگان و تالاب بین‌المللی چغاخور محدود می‌باشد.
گهرو طبق سر شماری سال ۱۴۰۰ دارای ۷۸۵۶ نفر جمعیت است.

## زبان
مردم شهر گهرو لر هستند از ایل بختیاری شاخه هفت لنگ باب دورکی طایفه زراسوند میباشند و به زبان لری بختیاری نیز سخن میگویند.

## جاذبه‌های گردشگری و تفریحی
چشمه گهرو، استخر مینو، تفریحگاه دره بید، تنگه گهرو، کُله، کوهستان زردگله، چشمه سرچاییلی در ارتفاع ۲۰۰۰ متری، دره ته تنگ، مزرعه همایی، دالان بهشت و امامزاده گهرو از نقاط دیدنی این شهرستان است.

## دالان بهشت
منطقه دالان بهشت در مسیر جاده خوزستان بین گهرو تا زوردگان می‌باشد.
کل مسیر این دره پوشیده از درختان انگور می‌باشد که منظره فوق‌العاده زیبایی را به وجود آورده‌است.

## آثار ملی ایران در شهر گهرو
۱.حجاری صخره ای گهرو متعلق به دوره ساسانیان واقع در شمال غرب شهر گهرو
۲.گورستان تاریخی شهرگهرو متعلق به دوره صفویان
۳.حمام شاه حیدر گهرو متعلق به دوره قاجار واقع در خیابان ولیعصر شهر گهرو

## اقتصاد و صنعت
۱.کارخانه شرکت بهنوش ایران تولیدکننده دلستر و آبمیوه 
۲.اقتصاد کشاورزی و باغات انگور واقع در تنگه ی گهرو
۳.اقتصاد گردشگری مجموعه گردشگری تفریحی دالان بهشت 
۴.مشاغل مربوط به کامیون داری و اشتغال در کشور کویت و کشور های غربی و سایر کشورهای حوزه خلیج فارس می‌باشد. 

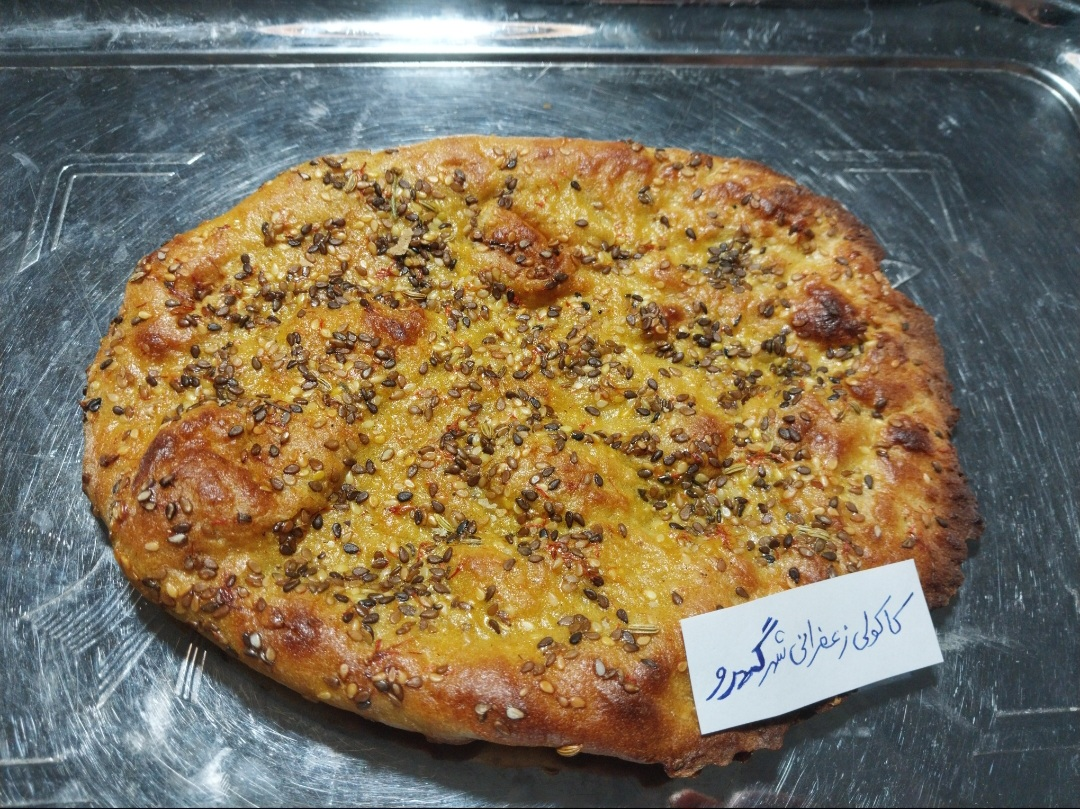
نان محلی استان چهارمحال و بختیاری کاکولی زعفرانی گهرو

۵‌.مشاغل خانگی و نانوایی نان محلی کاکولی در استان چهارمحال و بختیاری.  